# Новые Веледники
Но́вые Веле́дники (укр. Нові Велідники) — село на Украине, основано в 1545 году, находится в Овручском районе Житомирской области.
Код КОАТУУ — 1824285201. Население по переписи 2001 года составляет 783 человека. Почтовый индекс — 11144. Телефонный код — 4148. Занимает площадь 1,707 км².
В Новых Веледниках жил раби Исраэль Дов Бер из Веледников-ученик магида из Чернобыля (1789—1850). Он был раввином посёлка и известен как чудотворец. После его смерти могила стала местом паломничества хасидов.

## Адрес местного совета
11144, Житомирская область, Овручский р-н, с. Новые Веледники, ул. Центральная, 13

## Известные жители, уроженцы
Колосюк, Владимир Петрович (род. 30 сентября 1932, Новые Веледники, Киевская область) — советский и украинский учёный в области горного дела, горный инженер-электромеханик, доктор технических наук (1983), профессор (1991).